# Список делегатов II съезда РСДРП
| №  | Псевдоним на съезде — фамилия (псевдоним), имя отчество | от организации                             | право голоса — число мандатов |
| -- | ------------------------------------------------------- | ------------------------------------------ | ----------------------------- |
| 1  | Юдин — Айзенштадт, Исай Львович                         | Центральный комитет «Бунда»                | член съезда — 1 м.            |
| 2  | Аксельрод, Павел Борисович                              | Редакция «Искры»                           | с совещательным голосом       |
| 3  | Штейн — Александрова, Екатерина Михайловна              | Организационный комитет                    | с совещательным голосом       |
| 4  | Сорокин — Бауман, Николай Эрнестович                    | Московский комитет                         | член съезда — 1 м.            |
| 5  | Варшавский — Варский, Адольф                            | Польские социал-демократы                  | с совещательным голосом       |
| 6  | Ленский — Виленский, Леонид Семёнович                   | Екатеринославский комитет                  | член съезда — 1 м.            |
| 7  | Горин — Галкин, Владимир Филиппович                     | Саратовский комитет                        | член съезда — 1 м.            |
| 8  | Фишер — Гальберштадт, Розалия Самсоновна                | Организационный комитет                    | с совещательным голосом       |
| 9  | Ганецкий — Фюрстенберг, Яков Станиславович              | Польские социал-демократы                  | с совещательным голосом       |
| 10 | Кольцов — Гинзбург, Борис Абрамович                     | Бунд                                       | с совещательным голосом       |
| 11 | Либер — Гольдман, Михаил Исаакович                      | Центральный комитет «Бунда»                | член съезда — 1 м.            |
| 12 | Гусев — Драбкин, Яков Давидович                         | Донской комитет                            | член съезда — 1 м.            |
| 13 | Дейч, Лев Григорьевич                                   | Группа «Освобождение труда»                | член съезда — 1 м.            |
| 14 | Костров — Жордания, Ной Николаевич                      |                                            | с совещательным голосом       |
| 15 | Засулич, Вера Ивановна                                  | Редакция «Искры»                           | с совещательным голосом       |
| 16 | Костич — Зборовский, Михаил Соломонович                 | Одесский комитет                           | член съезда — 1 м.            |
| 17 | Осипов — Землячка, Розалия Самойловна                   | Одесский комитет                           | член съезда — 1 м.            |
| 18 | Беков — Зурабов, Аршак Герасимович                      | Батумский комитет                          | член съезда — 2 м.            |
| 19 | Махов — Калафати, Дмитрий Павлович                      | Николаевский комитет                       | член съезда — 2 м.            |
| 20 | Дедов, Дядина — Книпович, Лидия Михайловна              | Северный союз                              | член съезда — 1 м.            |
| 21 | Русов — Кнунянц, Богдан Мирзаджанович                   | Бакинский комитет                          | член съезда — 2 м.            |
| 22 | Коссовский — Левинсон, Мендель Яковлевич                | Заграничный комитет «Бунда»                | член съезда — 1 м.            |
| 23 | Павлович — Красиков, Пётр Ананьевич                     | Киевский комитет                           | член съезда — 1 м.            |
| 24 | Вольф — Кремер, Арон (Аркадий) Иосифович                | «Бунд»                                     | с совещательным голосом       |
| 25 | Фомин — Крохмаль, Виктор Николаевич                     | Уфимский комитет                           | член съезда — 1 м.            |
| 26 | Саблина — Крупская, Надежда Константиновна              |                                            | с совещательным голосом       |
| 27 | Егоров — Левин, Ефим Яковлевич                          | Группа «Южный рабочий»                     | член съезда — 1 м.            |
| 28 | Иванов — Левина-Сысоева, Евдокия Семёновна              | Харьковский комитет                        | член съезда — 1 м.            |
| 29 | Ленин — Ульянов, Владимир Ильич                         | Лига революционной социал-демократии       | член съезда — 2 м.            |
| 30 | Царев — Локерман, Александр Самойлович                  | Донской комитет                            | член съезда — 1 м.            |
| 31 | Лядов — Мандельштам, Мартын Николаевич                  | Саратовский комитет                        | член съезда — 1 м.            |
| 32 | Панин — Макадзюб, Марк Саулович                         | Крымский союз                              | член съезда — 2 м.            |
| 33 | Фишер — Мандельберг, Виктор Евсеевич                    | Сибирский союз                             | член съезда — 1 м.            |
| 34 | Мартов — Цедербаум, Юлий Осипович                       | Организация «Искры»                        | член съезда — 2 м.            |
| 35 | Мартынов — Пиккер, Александр Самойлович                 | Заграничный Союз русских социал-демократов | член съезда — 1 м.            |
| 36 | Орлов — Махлин, Лазарь Давидович                        | Екатеринославский комитет                  | член съезда — 1 м.            |
| 37 | Акимов — Махновец, Владимир Петрович                    | Заграничный Союз русских социал-демократов | член съезда — 1 м.            |
| 38 | Брукэр — Махновец, Лидия Петровна                       | Петербургская рабочая организация          | член съезда — 1 м.            |
| 39 | Гольдблат — Медем, Владимир Давидович                   | Заграничный комитет «Бунда»                | член съезда — 1 м.            |
| 40 | Муравьев — Мишенёв, Герасим Михайлович                  | Уфимский комитет                           | член съезда — 1 м.            |
| 41 | Львов — Мошинский, Иосиф Николаевич                     | Союз горнозаводских рабочих                | член съезда — 2 м.            |
| 42 | Степанов — Никитин, Иван Константинович                 | Киевский комитет                           | член съезда — 1 м.            |
| 43 | Медведев — Николаев Л. В.                               | Харьковский комитет                        | член съезда — 1 м.            |
| 44 | Глебов — Носков, Владимир Александрович                 |                                            | с совещательным голосом       |
| 45 | Плеханов, Георгий Валентинович                          | Группа «Освобождение труда»                | член съезда — 1 м.            |
| 46 | Амбрамсон — Портной, Икутиэль                           | Центральный комитет «Бунда»                | член съезда — 1 м.            |
| 47 | Старовер — Потресов, Александр Николаевич               | Редакция «Искры»                           | с совещательным голосом       |
| 48 | Попов — Розанов, Владимир Николаевич                    | Группа «Южный рабочий»                     | член съезда — 1 м.            |
| 49 | Браун — Степанов, Сергей Иванович                       | Тульский комитет                           | член съезда — 1 м.            |
| 50 | Ланге — Стопани, Александр Митрофанович                 | Северный союз                              | член съезда — 1 м.            |
| 51 | Страхов — Тахтарев, Константин Михайлович               |                                            | с совещательным голосом       |
| 52 | Карский — Топуридзе, Диомид Алексеевич                  | Тифлисский комитет                         | член съезда — 2 м.            |
| 53 | Троцкий — Бронштейн, Лев Давидович                      | Сибирский союз                             | член съезда — 1 м.            |
| 54 | Герц — Ульянов, Дмитрий Ильич                           | Тульский комитет                           | член съезда — 1 м.            |
| 55 | Белов — Цейтлин, Лев Соломонович                        | Московский комитет                         | член съезда — 1 м.            |
| 56 | Горский — Шотман, Александр Васильевич                  | Петербургский комитет                      | член съезда — 1 м.            |
| 57 | Южин — Якубова, Аполлинария Александровна               |                                            | с совещательным голосом       |

Дополнение
От Тверской организации на II съезд РСДРП был направлен Александр Иванович Гусев  (22.4(4.5).1880, Минусинск, - ≈ ноябрь 1903, Женева). При нелегальном переходе границы он сильно простудился и, приехав в Женеву, скончался. 

## Источник
- Делегаты II съезда РСДРП 17.7 - 10.8(30.7 - 23.8).1903 // Справочник по истории Коммунистической партии и Советского Союза 1898—1991
- Второй съезд РСДРП июль-август 1903 года. Протоколы. Москва - 1959. 864 с.